# Єсіль (Осакаровський район)
Єсі́ль (каз. Есіл) — село у складі Осакаровського району Карагандинської області Казахстану. Адміністративний центр Єсільського сільського округу.
Населення — 1372 особи (2021; 1683 у 2009, 1913 у 1999, 2260 у 1989).
Національний склад станом на 1989 рік:
- росіяни — 63 %.

До 2004 року село називалось Литвинське.